# Thlaspi oxyceras
Thlaspi oxyceras là một loài thực vật có hoa trong họ Cải. Loài này được (Boiss.) Hedge miêu tả khoa học đầu tiên năm 1965.